# Corydoras
Genre
Corydoras (les corydoras en français) est un genre de poissons-chats d'Amérique du Sud de la famille des Callichthyidae.  
Il y aurait plus de 200 espèces recensées de Corydoras, chaque rivière ou ruisseau ayant son espèce endémique. Ce sont des animaux pacifiques appréciés en aquariophilie, qui fouillent le sol à la recherche de nourriture.

## Anatomie
En plus des caractéristiques habituelles des poissons osseux, les poissons du genre Corydoras portent trois paires de barbillons autour de la bouche, grâce auxquels ils détectent la nourriture comme le font les poissons fouilleurs. Leur nageoire adipeuse n’apparaît chez quelques espèces (telles que le Corydoras aeneus) qu'à l'état adulte.

## Taxinomie
Le nom Corydoras (en grec κορυδορáς) est formé à partir des deux mots grecs κόρυς, kόrus (casque) et δορά, -ᾶς, dorá, -ãs (peau écorchée, cuir, cuirasse). Corydoras est de loin le plus grand genre de poissons tropicaux avec plus de 142 espèces reconnues. En outre, de nombreuses variétés existent. C'est le seul genre de la tribu Corydoradini. C. difluviatilis  est reconnu comme l'espèce de base des Corydoradini, il présente plusieurs fonctionnalités par rapport aux autres espèces de Corydoras. L'espèce type de ce genre est Corydoras geoffroy.  Plusieurs centaines d'espèces ne sont pas encore classifiées, mais maintenues par les aquariophiles. Ces espèces possèdent un C -Number, initialement conçu par Hans-Georg Evers pour le Magazine allemand d'aquariophilie DATZ en 1993. En 2006, on comptait 153 C - Number attribués, dont 32 ont été assignés d'un nom scientifique. 
C. barbatus, C. macropterus, et  C. prionotos ont été reclassés dans le genre Scleromystax. Le genre Brochis avait été différencié de Corydoras en raison du nombre plus élevé de rayons de la nageoire dorsale, mais Brochis pourrait être un synonyme de Corydoras. Ceci est contesté.

## Liste des espèces
- Corydoras acrensis - Nijssen, 1972
- Corydoras acutus - Cope, 1872
- Corydoras adolfoi - Burgess, 1982
- Corydoras aeneus - (Gill, 1858) - Corydoras bronze ou Corydoras cuivré
- Corydoras agassizii - Steindachner, 1877
- Corydoras albolineatus -  Knaack, 2004
- Corydoras amandajanea -  Sands, 1995
- Corydoras amapaensis - Nijssen, 1972
- Corydoras ambiacus - Cope, 1872
- Corydoras amphibelus - Cope, 1872
- Corydoras approuaguensis - Nijssen and Isbrücker, 1983
- Corydoras araguaiaensis -  Sands, 1990
- Corydoras arcuatus -  Elwin, 1939
- Corydoras areio -  Knaack, 2000
- Corydoras armatus - Günther, 1868
- Corydoras atropersonatus -  Weitzman and Nijssen, 1970
- Corydoras aurofrenatus -  Eigenmann and Kennedy, 1903
- Corydoras axelrodi -  Rössel, 1962
- Corydoras baderi -  Geisler, 1969
- Corydoras barbatus - (Quoy and Gaimard, 1824)
- Corydoras bertoni -  Eigenmann, in Eigenmann and Allen, 1942
- Corydoras bicolor - Nijssen and Isbrücker, 1967
- Corydoras bifasciatus - Nijssen, 1972
- Corydoras bilineatus -  Knaack, 2002
- Corydoras blochi - Nijssen, 1971
- Corydoras boehlkei - Nijssen and Isbrücker, 1982
- Corydoras boesemani - Nijssen and Isbrücker, 1967
- Corydoras bondi -  Gosline, 1940
- Corydoras breei - Nijssen and Isbrücker, 1992
- Corydoras brevirostris -  Fraser-Brunner, 1947
- Corydoras burgessi - Axelrod, 1987
- Corydoras carlae - Nijssen and Isbrücker, 1983
- Corydoras caudimaculatus -  Rössel, 1961
- Corydoras cervinus -  Rössel, 1962
- Corydoras cochui -  Myers and Weitzman, 1954
- Corydoras concolor -  Weitzman, 1961
- Corydoras condiscipulus - Nijssen and Isbrücker, 1980
- Corydoras copei - Nijssen and Isbrücker, 1986
- Corydoras coppenamensis - Nijssen, 1970
- Corydoras coriatae - Burgess, 1997
- Corydoras cortesi - Castro, 1987
- Corydoras crimmeni -  Grant, 1998
- Corydoras cruziensis -  Knaack, 2002
- Corydoras crypticus -  Sands, 1995
- Corydoras davidsandsi -  Black, 1987
- Corydoras delphax - Nijssen and Isbrücker, 1983
- Corydoras difluviatilis - Britto and Castro, 2002
- Corydoras diphyes - Axenrot and Kullander, 2003
- Corydoras duplicareus -  Sands, 1995
- Corydoras ehrhardti - Steindachner, 1910
- Corydoras elegans - Steindachner, 1877
- Corydoras ellisae -  Gosline, 1940
- Corydoras ephippifer - Nijssen, 1972
- Corydoras eques - Steindachner, 1887
- Corydoras evelynae -  Rössel, 1963
- Corydoras filamentosus - Nijssen and Isbrücker, 1983
- Corydoras flaveolus - Nijssen and Isbrücker, 1983
- Corydoras fowleri - Böhlke, 1950
- Corydoras garbei - Ihering, 1911
- Corydoras geoffroy - La Cépède, 1803
- Corydoras geryi - Nijssen and Isbrücker, 1983
- Corydoras gomezi - Castro, 1986
- Corydoras gossei - Nijssen, 1972
- Corydoras gracilis - Nijssen and Isbrücker, 1976
- Corydoras griseus - Holly, 1940
- Corydoras guapore -  Knaack, 1961
- Corydoras guianensis - Nijssen, 1970
- Corydoras habrosus -  Weitzman, 1960
- Corydoras haraldschultzi -  Knaack, 1962
- Corydoras hastatus - Eigenmann and Eigenmann, 1888 - Corydoras nain argenté
- Corydoras heteromorphus - Nijssen, 1970
- Corydoras imitator - Nijssen and Isbrücker, 1983
- Corydoras incolicana - Burgess, 1993
- Corydoras isbrueckeri -  Knaack, 2004
- Corydoras julii - Steindachner, 1906 - Corydoras léopard
- Corydoras kanei -  Grant, 1998
- Corydoras lacerdai - Hieronimus, 1995
- Corydoras lamberti - Nijssen and Isbrücker, 1986
- Corydoras latus - Pearson, 1924
- Corydoras leopardus - Myers, 1933
- Corydoras leucomelas -  Eigenmann and Allen, 1942
- Corydoras longipinnis - Knaack, 2007
- Corydoras loretoensis - Nijssen and Isbrücker, 1986
- Corydoras loxozonus - Nijssen and Isbrücker, 1983
- Corydoras macropterus - Regan, 1913
- Corydoras maculifer - Nijssen and Isbrücker, 1971
- Corydoras mamore - Knaak, 2002
- Corydoras melanistius - Regan, 1912
- Corydoras melanotaenia - Regan, 1912
- Corydoras melini - Lönnberg and Rendahl, 1930
- Corydoras metae -  Eigenmann, 1914
- Corydoras micracanthus - Regan, 1912
- Corydoras multimaculatus - Steindachner, 1907
- Corydoras nanus - Nijssen and Isbrücker, 1967
- Corydoras napoensis - Nijssen and Isbrücker, 1986
- Corydoras narcissus - Nijssen and Isbrücker, 1980
- Corydoras nattereri - Steindachner, 1877
- Corydoras negro -  Knaack, 2004
- Corydoras nijsseni - Sands, 1989
- Corydoras noelkempffi -  Knaack, 2004
- Corydoras oiapoquensis - Nijssen, 1972
- Corydoras orcesi - Weitzman and Nijssen, 1970
- Corydoras ornatus - Nijssen and Isbrücker, 1976
- Corydoras orphnopterus -  Weitzman and Nijssen, 1970
- Corydoras ortegai - Britto, Lima and Hidalgo, 2007
- Corydoras osteocarus - Böhlke, 1951
- Corydoras ourastigma - Nijssen, 1972
- Corydoras oxyrhynchus - Nijssen and Isbrücker, 1967
- Corydoras paleatus - Jenyns, 1842 - Corydoras poivré
- Corydoras panda - Nijssen and Isbrücker, 1971
- Corydoras pantanalensis -  Knaack, 2001
- Corydoras paragua -  Knaack, 2004
- Corydoras parallelus - Burgess, 1993
- Corydoras pastazensis -  Weitzman, 1963
- Corydoras paucerna -  Knaack, 2004
- Corydoras pinheiroi - Dinkelmeyer, 1995
- Corydoras polystictus - Regan, 1912
- Corydoras potaroensis - Myers, 1927
- Corydoras prionotos - Nijssen and Isbrücker, 1980
- Corydoras pulcher - Isbrücker and Nijssen, 1973
- Corydoras punctatus - (Bloch, 1794)
- Corydoras pygmaeus -  Knaack, 1966 - Corydoras nain ou Corydoras pygmée
- Corydoras rabauti - La Monte, 1941 - Corydoras nain ou Corydoras de Rabaut
- Corydoras reticulatus -  Fraser-Brunner, 1938
- Corydoras revelatus -  Cockrell, 1926
- Corydoras reynoldsi -  Myers and Weitzman, 1960
- Corydoras robineae - Burgess, 1983
- Corydoras robustus - Nijssen and Isbrücker, 1980
- Corydoras sanchesi - Nijssen and Isbrücker, 1967
- Corydoras saramaccensis - Nijssen, 1970
- Corydoras sarareensis - Dinkelmeyer, 1995
- Corydoras schwartzi -  Rössel, 1963
- Corydoras semiaquilus -  Weitzman, 1964
- Corydoras septentrionalis -  Gosline, 1940
- Corydoras serratus -  Sands, 1995
- Corydoras seussi - Dinkelmeyer, 1996
- Corydoras similis - Hieronimus, 1991
- Corydoras simulatus -  Weitzman and Nijssen, 1970
- Corydoras sipaliwini - Hoedeman, 1965
- Corydoras sodalis - Nijssen and Isbrücker, 1986
- Corydoras solox - Nijssen and Isbrücker, 1983
- Corydoras spectabilis -  Knaack, 1999
- Corydoras spilurus - Norman, 1926
- Corydoras steindachneri - Isbrücker and Nijssen, 1973
- Corydoras stenocephalus -  Eigenmann and Allen, 1942
- Corydoras sterbai -  Knaack, 1962
- Corydoras surinamensis - Nijssen, 1970
- Corydoras sychri -  Weitzman, 1960
- Corydoras treitlii - Steindachner, 1906
- Corydoras trilineatus - Cope, 1872 - Corydoras à trois bandes
- Corydoras tukano - Britto and Lima, 2003
- Corydoras undulatus - Regan, 1912
- Corydoras virginiae - Burgess, 1993
- Corydoras vittatus - Nijssen, 1971
- Corydoras weitzmani - Nijssen, 1971
- Corydoras xinguensis - Nijssen, 1972
- Corydoras zygatus -  Eigenmann and Allen, 1942